# درمادر
درمادر (به لاتین: Darmadar) یک منطقهٔ مسکونی در افغانستان است که در ولسوالی اشکاشم واقع شده‌است.